# Rhizophydiales
Rhizophydiales — порядок хитрідіомікотових грибів класу Хитрідіоміцети (Chytridiomycetes). Представники ряду живуть в основному у ґрунті, а також у морі та прісних водоймах, де виконують функції паразитів та редуцентів. Це в основному паразити безхребетних, водоростей та інших грибів. Відомо два види роду Batrachochytrium, що паразитують на земноводних. Вид Rhizophydium graminis є паразитом пшениці, але великої шкоди їй не приносить.

## Класифікація
Rhizophydiales містить наступні роди:
- Rhizophydium Schenk 1858
- Kappamyces Letcher & M.J. Powell 2005[2]
- Terramyces Letcher 2006[1]
- Boothiomyces Letcher 2006
- Alphamyces Letcher 2008[3]
- Betamyces Letcher 2012[4]
- Gammamyces Letcher 2012
- Angulomyces Letcher 2008
- Aquamyces Letcher 2008
- Globomyces Letcher 2008
- Urceomyces Letcher 2008
- Gorgonomyces Letcher 2008
- Pateramyces Letcher 2008
- Protrudomyces Letcher 2008
- Coralloidiomyces Letcher 2008[5]
- Operculomyces M.J.Powell, Letcher & Longcore 2011[6]
- Batrachochytrium Longcore, Pessier & D.K. Nichols 1999[7] (no clear relatives)[8]
- Homolaphlyctis Longcore, Letcher & T.Y. James 2011 [9]

У 2008 році було запропоновано створити наступні родини:
- Alphamycetaceae: Alphamyces, Betamyces,Gammamyces
- Angulomycetaceae: Angulomyces
- Aquamycetaceae: Aquamyces
- Globomycetaceae: Globomyces, Urceomyces
- Gorgonomycetaceae: Gorgonomyces
- Kappamycetaceae: Kappamyces
- Pateramycetaceae: Pateramyces
- Protrudomycetaceae: Protrudomyces
- Rhizophydiaceae: Rhizophydium
- Terramycetaceae: Boothiomyces, Terramyces
- Incerta sedis: Batrachochytrium, Coralloidiomyces, Operculomyces, Homolaphlyctis